# Borzasfalva
Borzasfalva falu Romániában, a Bánságban, Temes megyében.

## Fekvése
Lugostól keletre fekvő település.

## Története
Borzasfalva régen Krassó-Szörény vármegyéhez tartozott. Nevét 1464-ben említette először oklevél Begyest néven. 
1596-ban Bothest, 1808 Bottiest, Botiesti, 1888-ban Botyest, 1913-ban Borzasfalva  néven írták. 
A trianoni békeszerződés előtt Krassó-Szörény vármegye Lugosi járásához tartozott.
1910-ben 237 román görög keleti ortodox lakosa volt.

## Források

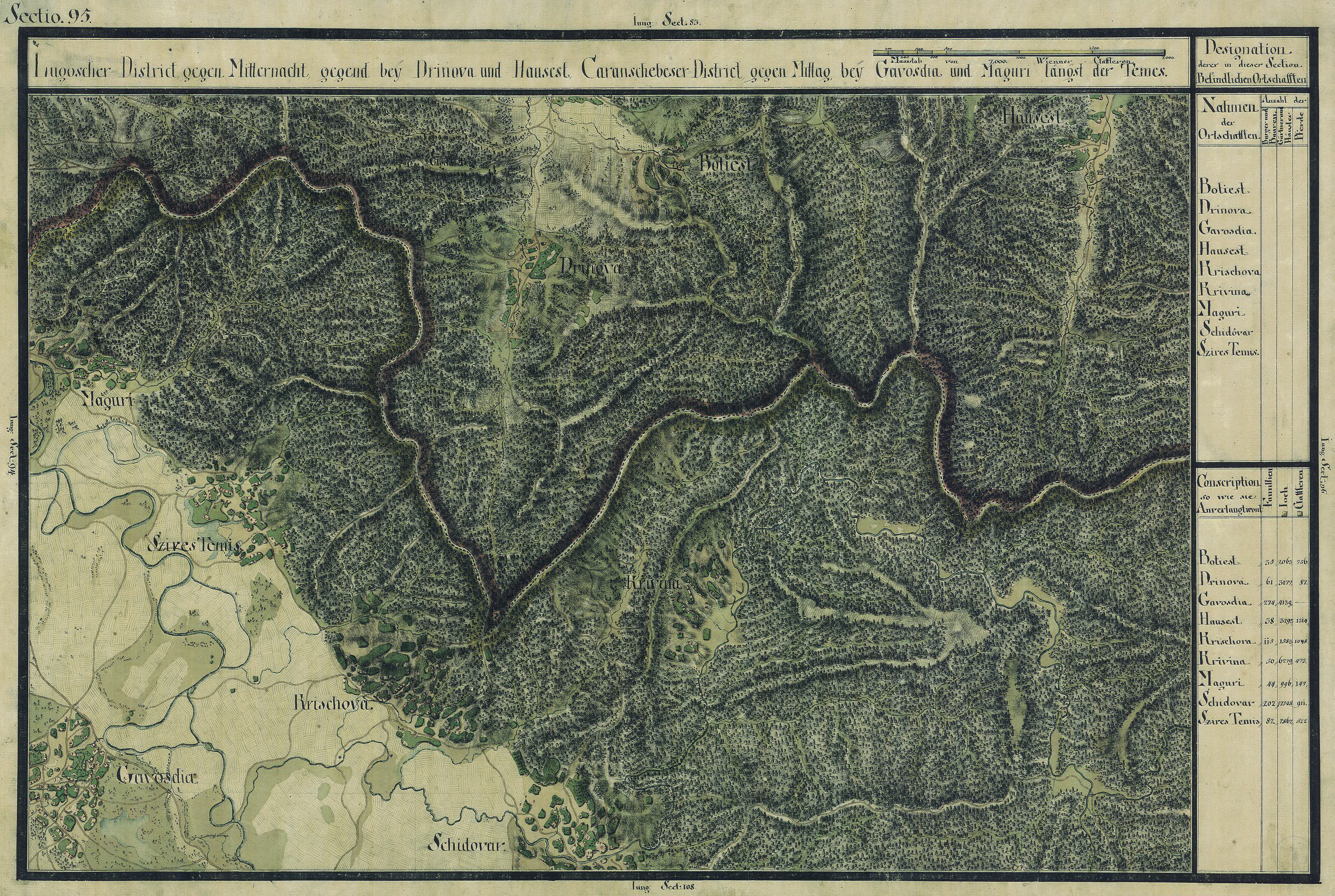
Borzasfalva egy régi térképen